# Claude Dauphin (entrepreneur)
Pour les articles homonymes, voir Claude Dauphin et Dauphin (homonymie).
Claude Dauphin, né le 10 juin 1951 à Houlgate dans le Calvados et mort le 30 septembre 2015 à Bogota (Colombie), est un homme d’affaires français, fondateur et dirigeant de Trafigura.  En 2015, selon le magazine Forbes, sa fortune est estimée à 1,2 milliard de dollars .

## Biographie
Autodidacte, Claude Dauphin commence sa carrière comme courtier auprès de Marc Rich, fondateur de Marc Rich AG et prend à seulement 25 ans la tête du département pétrole. En 1992, il reprend la société de son père Guy Dauphin Environnement (GDE), basée à Caen, pour étendre les activités de ferraille au traitement des déchets à travers le monde.
Avec Éric de Turckheim, Claude Dauphin fonde en 1993 la compagnie de courtage pétrolier Trafigura. La société est issue d'une scission avec un groupe d'entreprises dirigé par Marc Rich. Trafigura est aujourd'hui le 3e groupe mondial en matière de négoce pétrolier, derrière Vitol et Glencore.
Trafigura a été impliqué dans plusieurs affaires financières (affaire pétrole contre nourriture, affaire du pétrolier Essex, affaire Gokana) ou environnementales (affaire du Probo Koala). Dans cette dernière affaire, elle a même été condamnée, par un tribunal néerlandais le 23 décembre 2011, à payer un million d'euros, du fait de sa responsabilité dans le déversement illégal de déchets toxiques en Côte d'Ivoire.

## Affaire du Probo Koala
- Le 16 septembre 2006, Claude Dauphin et Jean-Pierre Valentini ont été interpellés à l'aéroport Houphouët-Boigny d'Abidjan, dans les suites de l'affaire du Probo Koala. Les deux hommes d'affaires ont été incarcérés cinq mois avant d'être relâchés à la suite d'un non-lieu.